# Biełaja Chołunica (rzeka)
Biełaja Chołunica (ros. Белая Холуница) – rzeka w europejskiej części Rosji, w obwodzie kirowskim, lewy dopływ Wiatki, do której uchodzi na 762 km od jej ujścia.

Długość rzeki Biełaja Chołunica wynosi 160 km, a powierzchnia dorzecza 2800 km². Jej źródła znajdują się na Wyżynie Wierchniekamskiej, a później płynie przez tereny równinne. Główny dopływ to rzeka Soma. Jest zasilana głównie przez wodę z topniejących śniegów, a zamarza w okresie od listopada do kwietnia. Jest wykorzystywana do spławiania drzewa.

Rzeka przepływa przez miasto Biełaja Chołunica, w którym znajduje się zapora wodna tworząc zbiornik wodny o powierzchni 14,3 km².

Biełaja Chołunica wpada do Wiatki naprzeciw miasta Słobodskoj.